# Шевалёв, Владимир Петрович
Влади́мир Петро́вич Шевалёв (4 февраля 1924, Царицын — 12 мая 2006, Каменск-Уральский) — уральский краевед, член Академии военно-исторических наук, писатель, создатель геологического музея.

## Биография
Родился 4 февраля 1924 года в Царицыне (ныне Волгоград).
В 1934—1941 годах учился в Москве, а в 1941 году был эвакуирован в Каменск-Уральский. После окончания средней школы № 2 города Каменска-Уральского в 1942—1944 годах работал слесарем-монтажником на строительстве Каменск-Уральского металлургического завода и КТЭЦ.
В 1944—1947 годах учился в Москве.
Педагогическую деятельность начал в училище № 40 города Каменска-Уральского. В 1948 году был избран вторым, позже — первым секретарём Красногорского РК ВЛКСМ. В 1951—1961 годах учил школьников географии в средних школах № 2 и № 5. В 1960 году получил заочное высшее образование, закончив Свердловский государственный педагогический институт.
В 1961—1990 годах — бессменный директор средней школы № 16 в Каменске-Уральском. В 1965—1966 годах инициировал сооружение у школы № 16 памятника жителям деревни Байнова, погибшим в Великой Отечественной войне. C 1987 года состоял в городском общественном экологическом комитете. В 1995 году был аттестован на высшую категорию педагога дополнительного образования.
В 1998—2006 годах был директором геологического музея «Городского Дома детского и юношеского туризма и экскурсий». В 1998 году стал членом-корреспондентом Российской экологической академии, действительным членом Уральской академии экологических наук, в 1999 году — членом Академии военно-исторических наук. На рубеже веков активно принимал участие в научных конференциях: МГУ им. Ломоносова в 1996 году, Международном минералогическом симпозиуме в Санкт-Петербурге в 1997 году, «Геологические музеи XX века» в 1998 году, «Геологические музеи» в 2000 году, «300 лет геологической службе России» в 2000 году, «Урал в стратегии Второй Мировой войны».
Скончался 12 мая 2006 года. Похоронен на Ивановском кладбище Каменска-Уральского.

## Основной вклад в краеведение

### Геологический музей им. В. П. Шевалёва
18 марта 1965 года Владимир Петрович основал геологический музей школы № 16 города Каменска-Уральского, который стал одним из крупнейших в регионе. Музей насчитывает около 4500 экспонатов, среди которых более 2000 различных образцов из более 300 видов минералов и полезных ископаемых, коллекции горных пород, собранные во время экскурсий по Каменскому району, редкие образцы горных пород из Антарктиды, полученные от НИИ океанологии (Санкт-Петербург).
Коллекция окаменелостей, палеонтологические останки редких животных, в том числе скелет трилобита из Ленинградской области, позвонки динозавра и раковины аммонитов с реки Волги, различные кораллы, брахиоподы, отпечатки древних растений сигиллярий, лепидодендронов и папоротников карбонового периода, собранные в окрестностях города Каменска-Уральского, позвонки и зубы древних акул, следы ползания илоедов с поселка Силикатный, зубы, кости древних лошадей, оленей, шерстистого носорога, мамонта, живших в Каменском районе более 30 тысяч лет назад.
Детская экспедиция под руководством Владимира Петровича в 1995 году в окрестностях села Клевакинское Каменского района Свердловской области открыла месторождение высокодекоративной горной породы, позже названной по месту находки — клевакинит, однако данный минерал не получил международного признания Международной минералогической ассоциации, но зато стал активно использоваться местными камнерезными мастерами для изготовления сувениров и поделок из камня.
Благодаря архивным работам, Владимир Петрович обнаружил, что первооткрывателем русского золота является Л. Л. Пигалев, а в 2004 году инициировал сооружение памятника первооткрывателю на месте шахты Шилово-Исетского рудника, где впервые в России в мае 1744 года оно было обнаружено.

### Тропа Карпинского
В конце 1980-х годов Владимир Петрович разработал и описал в центре города Каменск-Уральского геологический маршрут «Тропа Карпинского», ставший одним из природных памятников Урала.
Маршрут протяженностью 1,5 км вдоль берега реки Каменка, где можно увидеть светло-серые гребни известняка, на которых отпечатаны окаменелости раковин моллюсков и кораллов, а ниже по течению реки — тёмно-коричневые породы, слои песчаника и углистых сланцев, относящихся к угленосной толще каменноугольной системы возрастом 335 миллионов лет, ближе к повороту реки Каменки на юг — ярко-жёлтые пятна гранит-порфира с остатками магмы (магматическая интрузия) с возрастом 300 миллионов лет, далее слои глины (кора выветривания) имеют серый, красный, фиолетовый и бурый цвет со слоями щебня с возрастом 140 миллионов лет, после видны пески зеленоватого цвета, в которых можно наблюдать окаменелые остатки древних растений, жившие 40 миллион лет назад, и заканчивается маршрут скалами известняка.

### Каменские пушки
В 2006 году вышла книга Владимира Петровича «Каменские пушки в истории Отечества» с реестром сохранившихся пушек, вылитых на Каменском казенном чугунолитейном заводе, и описанием их роли в истории Российской империи. Работу по изучении истории Каменских пушек продолжила старший научный сотрудник Краеведческого музея им. И. Я. Стяжкина Л. В. Зенкова.

## Награды
Владимир Петрович был награждён:
- орденом «Трудового Красного Знамени» (1981) за трудовую и общественную деятельность;
- медалью «За трудовую доблесть» (1970);
- медалью «Ветеран труда»;
- медалью «50 лет Победы»;
- медалью «Отличник народного просвещения СССР» (1983);
- почетной грамотой Губернатора Свердловской области (1999)
- городской премией «Браво» в номинации «Творческая деятельность в области литературы» (1999)[15]
- медалью имени Н. К. Чупина «За успехи в изучении Урала» (2003)[16].

12 апреля 1984 года ему присвоено звание «Почётный гражданин города Каменска-Уральского».

## Память
5 февраля 2010 года геологический музей при центре детско-юношеского туризма и экскурсий (при школе № 16 города Каменска-Уральского), основанный Владимиром Петровичем Шевалевым, был назван его именем решением городской комиссии по наименованию городских объектов, установке памятников и памятных знаков.
22 июля 2014 года постановлением мэра М. Астаховым школе № 16 города Каменск-Уральского присвоена имя Владимира Петровича Шевалева, а 4 февраля 2015 года на здании школы была открыта мемориальная доска.